# RS Ophiuchi
RS Ophiuchi är ett rekurrent novasystem i stjärnbilden Ormbäraren på ungefär 5000 ljusårs avstånd från jorden. I sin slumrande fas har den magnitud +12,5. Den har haft utbrott 1898, 1933, 1958, 1967, 1985, 2006 och 2021 och då ökat sin ljusstyrka med i genomsnitt 5 magnituder.  
Rekurrenta novor uppkommer när en vit dvärg och en röd jättestjärna bildat par med kort omloppstid.
Ungefär vart tjugonde år har tillräckligt med material från den röda jätten dragits till den vita dvärgen, för att skapa ett nytt utbrott. Om den vita dvärgen hinner få tillräckligt mycket massa före utbrottet, och når över den kritiska Chandrasekhargränsen, vid ungefär 1,4 solmassor, kommer den istället att explodera som en supernova typ Ia.

## Utbrotten
Utbrotten i tidsordning.

### 1898
Utbrottet 1898 upptäcktes inte förrän flera år efteråt. Den skotska astronomen Williamina Fleming upptäckte ett novaliknande spektrum hos stjärnan på ett gammalt fotografi och rapporterade den 1904 som en möjlig nova. Misstanken bekräftades av Edward Charles Pickering 1905. Senare bestämdes att RS Ophiuchi troligen hade haft varit i maximum 1898.

### 1933
Utbrottet 1933 upptäcktes först av Eppe Loreta, från Bologna, i Italien. Loreta hade observerat Y Ophiuchi när han av en slump råkade se ett ljusstarkt objekt 50 bågminuter sydväst om Y Ophiuchi. Det han upptäckt var den andra kända utbrottet för RS Ophiuchi.

### 1958
Utbrottet 1958 upptäcktes av den amerikanske amatörastronomen Cyrus Fernald, i Florida. Fernalds månatliga rapport I juli 1958 till AAVSO, som innehöll 345 observationer har kommentaren:
| ” | Not too good of a month outside of the RS Oph observations (19 in total). It was interesting to watch the change in color as the star faded. It was reddish-yellow the first night, then yellowish-red, and so on. The last observation was the reddest star that I have ever seen. | „ |

I kort översättning: “Inte en alltför bra månad, förutom observationerna av RS Ophiuchi. Det var intressant att studera hur stjärnan färg förändrades när stjärnans utbrott avklingade …”
Den karmosinröda färg som Fernald beskrev avslöjar kraftiga emissionslinjer i H-alfa-bandet.

### 1967
Även utbrottet 1967 upptäcktes av Cyrus Fernald (FE). Samma kväll upptäckte också Dr. Max Beyer vid Hamburg-Bergedorfe-observatoriet novan. På grund av tidsskillnaden (6 timmar) var det Beyer som fick äran av upptäckten. Upptäckten skedde den 26 oktober 1967. Magnituden var 5,9 vid upptäckten, varefter novan snabbt avklingade. 

### 1985
I januari 1985 var det den kanadensiske amatörastronomen Warren Morrisons tur att upptäcka RS Ophiuchi I utbrott. Denna gång nådde novan 5,4 i magnitud vid sitt maximum.

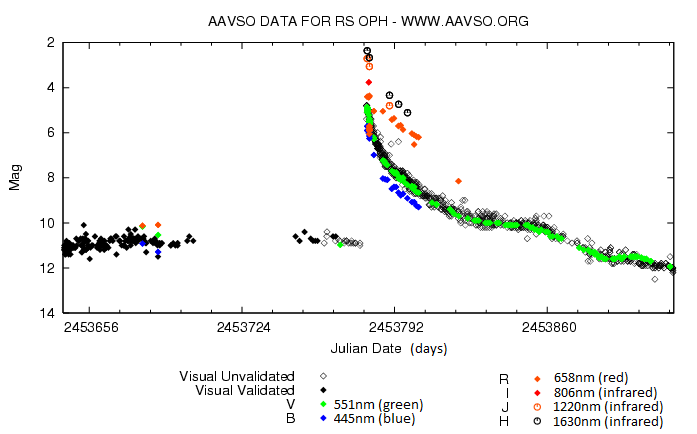
AAVSOs ljuskurva over novans utbrott 2006.

### 2006
Den 12 februari 2006 skedde ett nytt utbrott, som nådde ett maximum på 4,5 i magnitude. Detta utbrott observerade först av de japanska amatörastronomerna Hiroaki Narumi och Kiyotaka Kanai. 

### 2021
Den 8 augusti 2021 rapporterade den brasilianske amatörastronomen Alexandre Amorim ett nytt utbrott. Det bekräftades av en oberoende observation från Irland av Keith Geary en knapp timme senare. Observationer med det rymdbaserade teleskopet Fermi Gamma Ray Space Telescope gav en uppskattad visuell magnitud på 5,0. Den nådde dagen efter den maximala ljusstyrkan av magnitud 4,6.